# Бєдарьов Роман Георгійович
Рома́н Гео́ргійович Бєдарьо́в (* 2003) — український веслувальник; майстер спорту України. Срібний призер чемпіонату Європи.

## З життєпису
2022 в Бельгії на Чемпіонаті Європи з академічного веслування до 23 років вихованець Новомосковської ДЮСШ Роман Бєдарьов з Владиславом Яхнієнком (ДЮСШ «Буревісник», Київ) у змаганнях розпашних двійок без стернового завоювали срібні медалі. Тренер — Бондаренко Валерій Васильович.
Чемпіон України-2023.